# Euthima variegata
Euthima variegata är en skalbaggsart som först beskrevs av Aurivillius 1921.  Euthima variegata ingår i släktet Euthima och familjen långhorningar. Inga underarter finns listade i Catalogue of Life.